# Vall de Cardós
Vall de Cardós (em catalão e oficialmente) ou Valle de Cardós (em castelhano) é um município da Espanha na comarca de Pallars Sobirà, província de Lérida, comunidade autónoma da Catalunha. Tem 56,6 km² de área e em 2021 tinha 382 habitantes (densidade: 6,7 hab./km²).

## Demografia
| Variação demográfica do município entre 1991 e 2004 [carece de fontes?] | Variação demográfica do município entre 1991 e 2004 [carece de fontes?] | Variação demográfica do município entre 1991 e 2004 [carece de fontes?] | Variação demográfica do município entre 1991 e 2004 [carece de fontes?] |
| ----------------------------------------------------------------------- | ----------------------------------------------------------------------- | ----------------------------------------------------------------------- | ----------------------------------------------------------------------- |
| 1991                                                                    | 1996                                                                    | 2001                                                                    | 2004                                                                    |
| 333                                                                     | 326                                                                     | 348                                                                     | 354                                                                     |